# Скрягівка (станція)
Скря́гівка — проміжна залізнична станція 5-го класу Сумської дирекції Південної залізниці на двоколійній неелектрифікованій лінії Боромля — Кириківка між станціями Тростянець-Смородине (8 км) та Боромля (13 км). Розташована поблизу села Білка Охтирського району Сумської області. 

## Пасажирське сполучення
На станції Скрягівка зупиняються приміські поїзди до станцій Суми, Боромля, Ворожба, Кириківка, Люботин, Охтирка та Тростянець-Смородине.

## Галерея

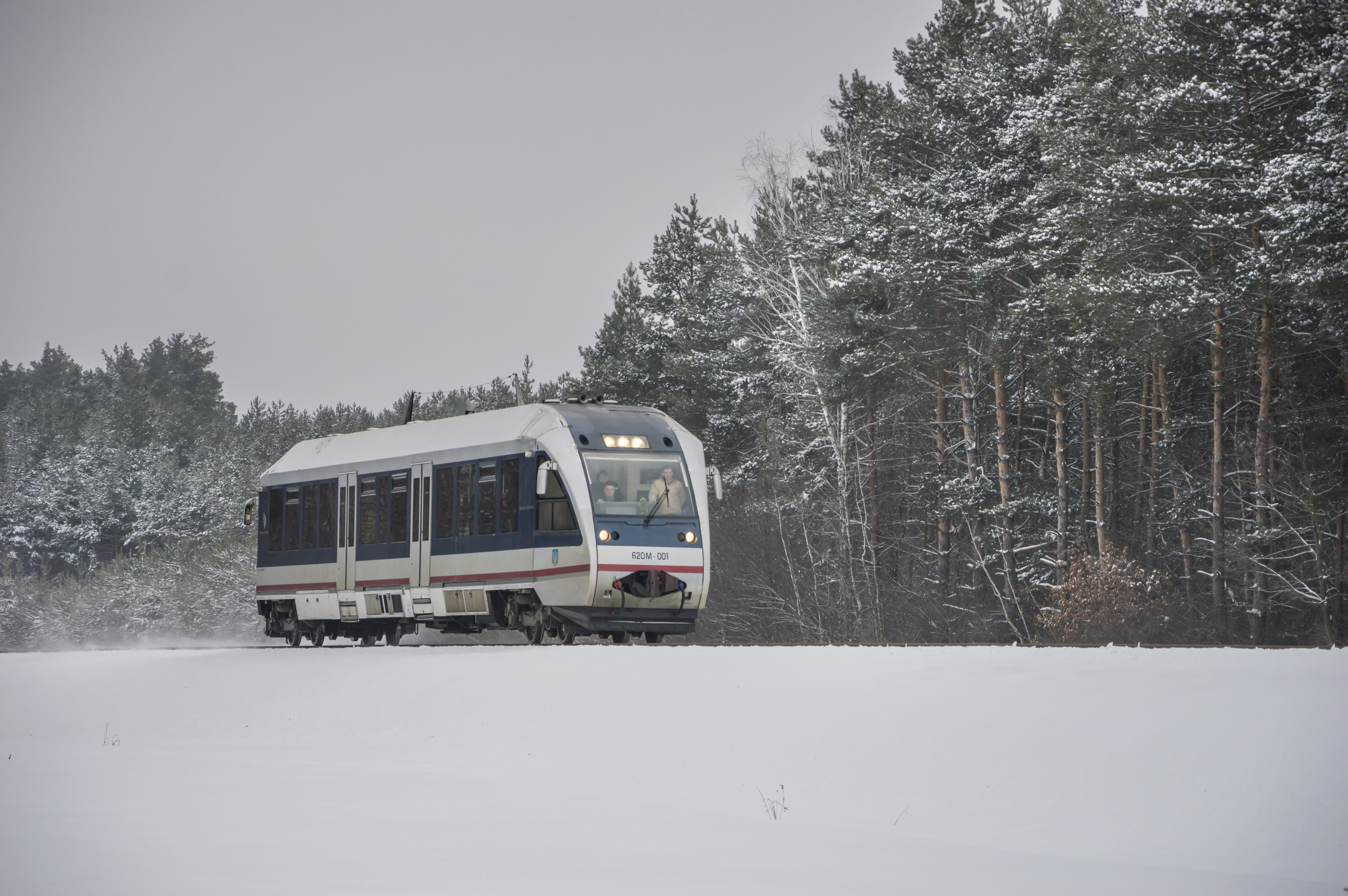
PESA 620M-001 поблизу станції Скрягівка
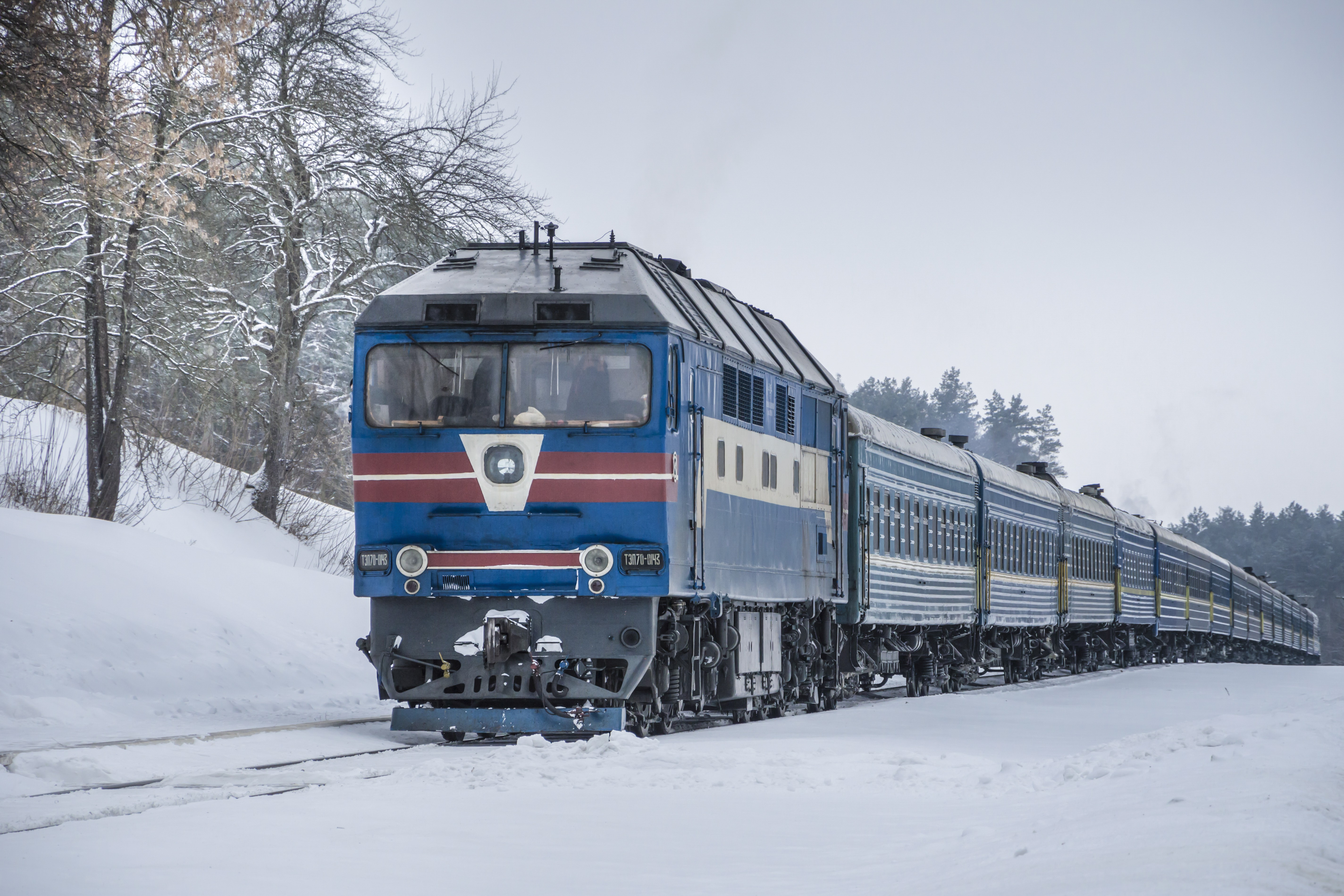
ТЕП70-0143 з поїздом № 45/46 Лисичанськ — Ужгород на станції Скрягівка
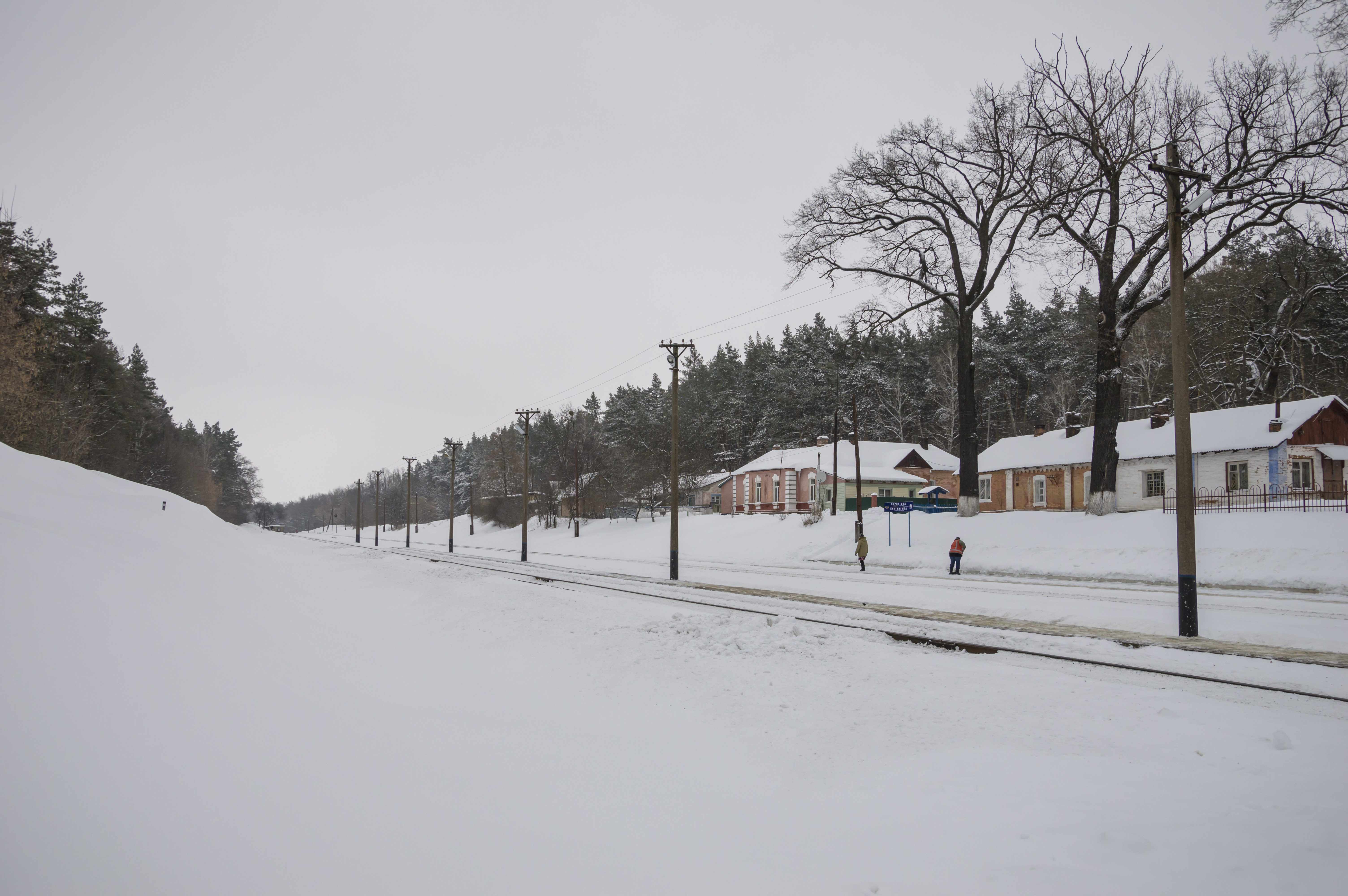
Краєвид у напрямку станції Боромля
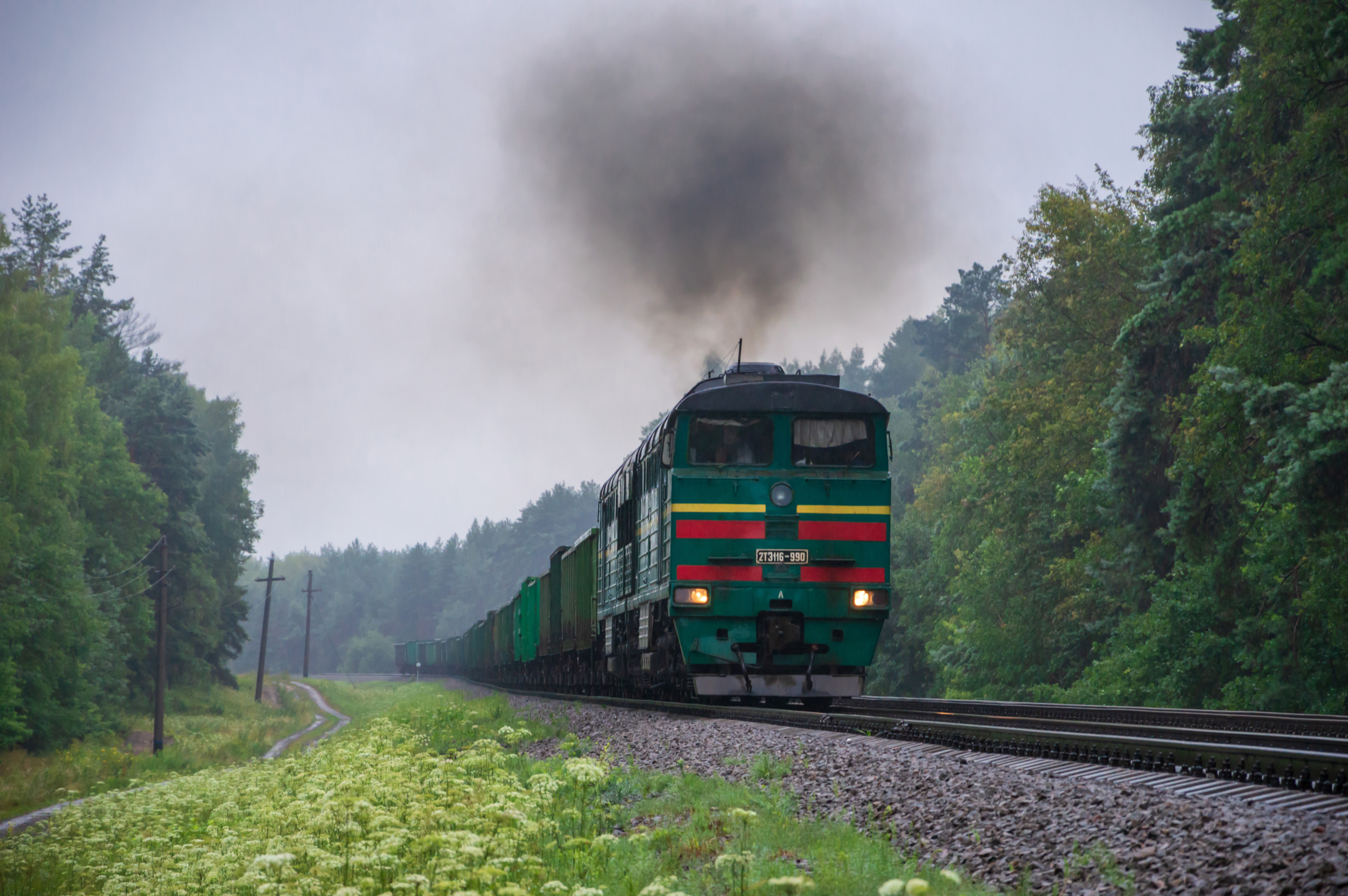
2ТЕ116-990 з вантажним поїздом поблизу станції Скрягівка
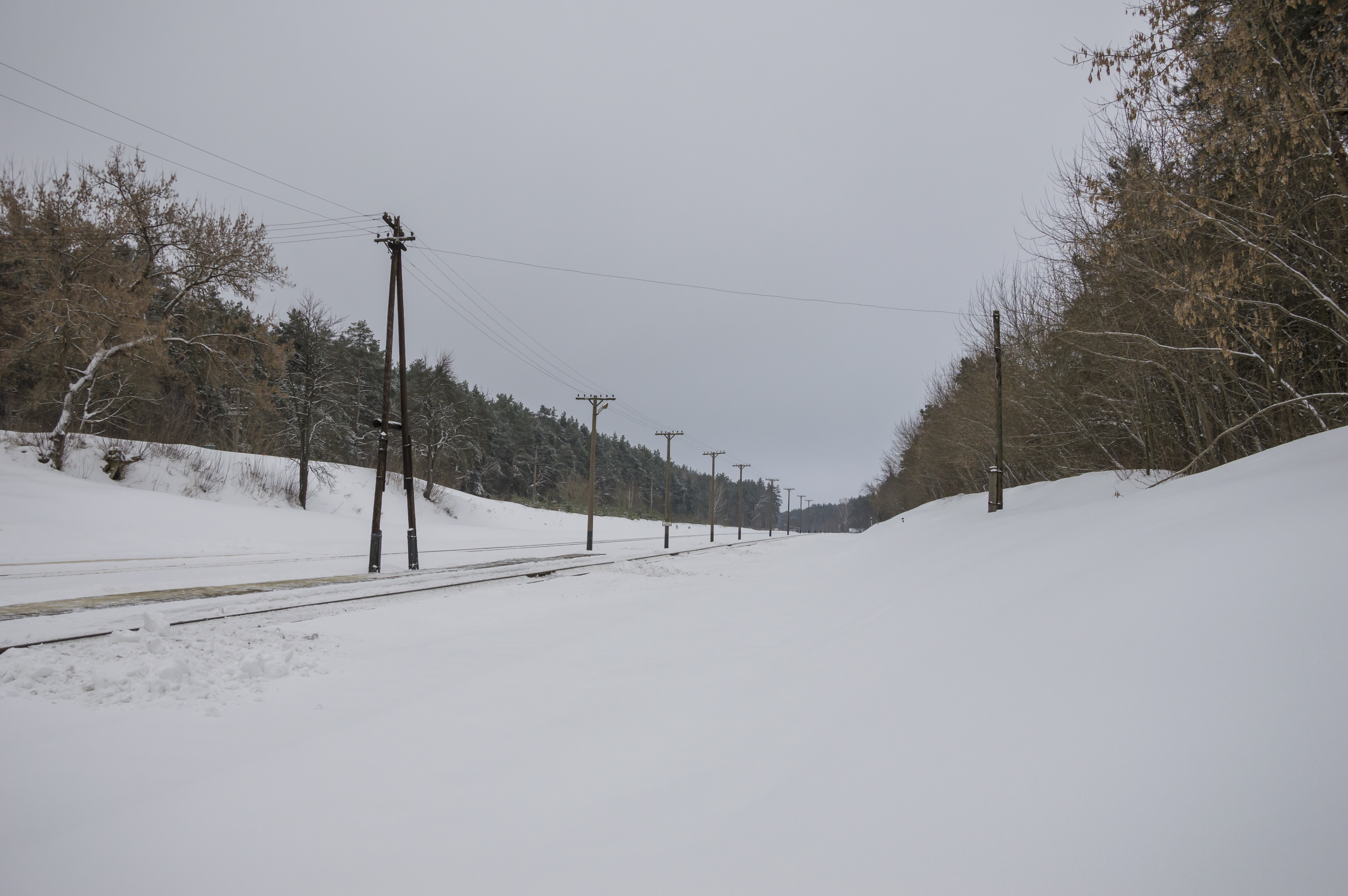
Краєвид у напрямку станції Тростянець-Смородине